# Hunter (film)
Hunter è un film tv del 1984, diretto dal regista Ron Satlof.

## Trama
Questo film, episodio pilota della serie Hunter,  trasmesso negli USA il 18 settembre 1984, racconta di come i due sergenti di polizia Rick Hunter e il suo compagno di squadra Dee Dee McCall investigano su degli omicidi compiuti da un assassino con turbe psichiche